# 皮利亞瓦 (舊西尼亞瓦區)
49°36′10″N 27°27′12″E / 49.60278°N 27.45333°E
皮利亞瓦（烏克蘭語：Пилява）是位於烏克蘭西部的村莊，由赫梅利尼茨基州裡赫梅利尼茨基區的舊西尼亞瓦市鎮負責管轄。該村始建於1420年，面積4.5平方公里，海拔高度288米，2001年人口672。